# Sebestyén Gyula (labdarúgó)
Sebestyén Gyula, született Stern (Budapest, 1890. november 15. – Budapest, 1923. június 15.) kétszeres magyar bajnok labdarúgó, csatár, polgári foglalkozása banktisztviselő. A sportsajtóban Sebestyén II néven volt ismert.

## Családja
Szülei Stern Zsigmond kocsivezető és Wirt Gizella. Testvérei Sebestyén Géza, Jenő, Dezső és Mihály színészek, valamint Béla labdarúgó. Stern családi nevét 1906-ban változtatta Sebestyénre.

## Pályafutása
1911 és 1919 között az MTK-ban szerepelt. A klubnak hátvédje, majd hosszú időn át kapitánya volt. A sorozatban tíz bajnoki címet nyerő csapat tagja volt, de nem tartozott a meghatározó játékosok közé, így csak két bajnoki cím megszerzésben volt része. Hosszas betegség után hunyt el 32 éves korában. A rákoskeresztúri izraelita temetőben nyugszik.

## Sikerei, díjai
- Magyar bajnokság
  - bajnok: 1913–14, 1918–19
  - 2.: 1911–12, 1912–13